# Оценка апостериорного максимума
В статистике метод оценки с помощью апостериорного максимума (MAP) тесно связан с методом максимального правдоподобия (ML), но дополнительно при оптимизации использует априорное распределение величины, которую оценивает.

## Введение
Предположим, что нам нужно оценить статистический параметр {\displaystyle \theta } на основе наблюдений {\displaystyle x}. Пусть {\displaystyle f} — выборочное распределение {\displaystyle x}, так что {\displaystyle f(x|\theta )} — вероятность {\displaystyle x} при условии, что параметр выборки принимает значение {\displaystyle \theta }. Тогда функция
{\displaystyle \theta \mapsto f(x|\theta )}
— функция правдоподобия, а оценка
{\displaystyle {\hat {\theta }}_{\mathrm {ML} }(x)=\arg \max _{\theta }f(x|\theta )}
—  оценка максимального правдоподобия {\displaystyle \theta }.
Теперь предположим, что существует априорное распределение {\displaystyle g} величины {\displaystyle \theta }. Это позволяет рассматривать {\displaystyle \theta } как случайную величину в байесовской статистике. Тогда апостериорное распределение {\displaystyle \theta }:
{\displaystyle \theta \mapsto {\frac {f(x|\theta )\,g(\theta )}{\int _{\Theta }f(x|\theta ')\,g(\theta ')\,d\theta '}}}
где {\displaystyle g} плотность распределения {\displaystyle \theta }, {\displaystyle \Theta } — область определения {\displaystyle g}. Это прямое приложение Теоремы Байеса.
Метод оценки апостериорного максимального правдоподобия даёт оценку {\displaystyle \theta } как моды апостериорного распределения этой случайной величины:
{\displaystyle {\hat {\theta }}_{\mathrm {MAP} }(x)=\arg \max _{\theta }{\frac {f(x|\theta )\,g(\theta )}{\int _{\Theta }f(x|\theta ')\,g(\theta ')\,d\theta '}}=\arg \max _{\theta }f(x|\theta )\,g(\theta )}
Знаменатель апостериорного распределения не зависит от {\displaystyle \theta } и поэтому не играет роли в оптимизации. Заметим, что MAP-оценка {\displaystyle \theta } соответствует ML-оценке, когда априорное распределение {\displaystyle g} постоянно (то есть {\displaystyle g} —  константа).

## Пример
Предположим, что у нас есть последовательность {\displaystyle (x_{1},\dots ,x_{n})} i.i.d. {\displaystyle N(\mu ,\sigma _{v}^{2})} случайных величин и априорное распределение {\displaystyle \mu } задано {\displaystyle N(0,\sigma _{m}^{2})}. Мы хотим найти MAP оценку {\displaystyle \mu }.
Функция, которую нужно максимизировать задана
{\displaystyle \pi (\mu )L(\mu )={\frac {1}{\sqrt {2\pi \sigma _{m}}}}\exp \left(-{\frac {1}{2}}\left({\frac {\mu }{\sigma _{m}}}\right)^{2}\right)\prod _{j=1}^{n}{\frac {1}{\sqrt {2\pi \sigma _{v}}}}\exp \left(-{\frac {1}{2}}\left({\frac {x_{j}-\mu }{\sigma _{v}}}\right)^{2}\right),}
что эквивалентно минимизации {\displaystyle \mu } в
{\displaystyle \sum _{j=1}^{n}\left({\frac {x_{j}-\mu }{\sigma _{v}}}\right)^{2}+\left({\frac {\mu }{\sigma _{m}}}\right)^{2}.}
Таким образом, мы видим, что MAP оценка для μ задана
{\displaystyle {\hat {\mu }}_{MAP}={\frac {\sigma _{m}^{2}}{n\sigma _{m}^{2}+\sigma _{v}^{2}}}\sum _{j=1}^{n}x_{j}.}